# John Derbyshire (Schriftsteller)
John Derbyshire (* 3. Juni 1945 in Northampton) ist ein britisch-amerikanischer Mathematiker, Journalist und Schriftsteller.

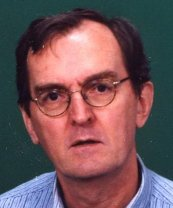
John Derbyshire (2003)

## Leben
Derbyshire studierte Mathematik am University College London mit dem Bachelorabschluss 1966. Er arbeitete als Lehrer und wurde 1969 Programmierer u. a. für Finanzfirmen in New York, nahm aber auch ein Wanderleben auf, das ihn auch nach China führte. 1980 erwarb er in London ein Diplom in Chinesisch und lebte in England und China. Teilweise unterrichtete er, teilweise war er Programmierer. 1985 bis 1999 arbeitete er für die First Boston Bank (Credit Suisse First Boston) als Systemprogrammierer (teilweise freiberuflich auf Kontraktbasis) und war danach Schriftsteller.
Er schrieb eine Kolumne für National Review und für verschiedene Zeitschriften wie New English Review, The New Criterion, The American Conservative und The Washington Times. Aufgrund eines als rassistisch kritisierten Artikels gegen Afroamerikaner in Taki´s Magazine (The Talk: Nonblack Version, April 2012) wurde er als Kolumnist bei National Review entlassen. Er sprach sich für schärfere Einwanderungsregeln in den USA aus. Seine konservativen Überzeugungen legte er auch in dem Buch We are doomed dar.
Er ist bekannt für ein populärwissenschaftliches Buch über die Riemannsche Vermutung (Prime Obsession), das den Euler Book Prize gewann.
Derbyshire ist mit einer Chinesin verheiratet und hat eine Tochter und einen Sohn. Er lebt in Huntington (New York).

## Schriften
- Seeing Calvin Coolidge in a Dream, St. Martin’s Griffin, 1997, ISBN 0-312-15649-9 (Roman)
- Fire From the Sun, Xlibris Corporation, 2000, ISBN 0-7388-4721-6
- Prime Obsession: Bernhard Riemann and the Greatest Unsolved Problem in Mathematics, Plume Books, 2003,  ISBN 0-452-28525-9
- Unknown Quantity: A Real And Imaginary History of Algebra, Joseph Henry Press, 2006,  ISBN 0-309-09657-X
- We Are Doomed: Reclaiming Conservative Pessimism, Crown Forum, 2009, ISBN 0-307-40958-9, ISBN 978-0-307-40958-4